# Malik Bendjelloul
Malik Bendjelloul (14. září 1977 Ystad – 13. května 2014 Solna) byl švédský filmový režisér, mladší bratr novináře Johara Bendjelloula. V roce 1990 hrál v televizním seriálu Ebba och Didrik (epizody, v nichž hrál, režíroval jeho strýc Peter Schildt). Později působil jako reportér v Sveriges Television (působil v pořadu Kobra). V roce 2012 natočil dokumentární film Pátrání po Sugar Manovi, za který byl oceněn Oscarem. V roce 2014 spáchal kvůli depresím sebevraždu.